# Gluchaja Vil'va
La Gluchaja Vil'va (in russo Глухая Вильва?) è un fiume della Russia europea orientale, affluente di sinistra della Jaz'va (bacino idrografico della Kama). Scorre nei rajon Solikamskij e Krasnovišerskij del Territorio di Perm'.
La sorgente del fiume si trova ai piedi degli Urali settentrionali, 19 km a est del villaggio di Sim. Il fiume cambia più volte la direzione della sua corrente, dalla sorgente scorre verso sud, poi verso ovest, verso nord, e, infine verso nord-ovest. Il canale è estremamente tortuoso, nel tratto medio e basso forma numerosi meandri e anse. Ha una lunghezza di 234 km, il suo bacino è di 1 740 km². Nonostante il fatto che il fiume sia lungo 234 km, solo circa 50 km separano la sua sorgente dalla foce in linea d'aria. Sfocia nella Jaz'va a 38 km dalla foce, a sud di Krasnovišersk.